# José Caballero Domínguez
José Caballero Domínguez fue alcalde de Alcobendas durante 24 años (1983-2007), siendo candidato del PSOE. En 2011, también fue candidato de UPyD a la alcaldía de Alcobendas. Con la llegada de José Caballero el UPyD estaba en auge y obtuvo 5 concejales (los mismos que el PSOE). 
José Caballero abandonó UPyD en 2014, asegurando que se sentía "defraudado" con esta formación política.